# Dinner Station
Dinner Station é um cidade fantasma no condado de Elko, no estado do Nevada, Estados Unidos Foi uma importante paragem das várias rotas de diligências  no norte do condado de Elko durante muitos anos.

## História
Dinner Station começou com um edifício de madeira na década de 1860. Este edifício foi destruído por um incêndio em 1884 e substituído por uma construção em pedra  Em 1900 tinha uma população de 40 habitantes. A estação perdeu a sua importância com o advento da indústria automóvel e o fim das carruagens que levou ao fim de Dinner como cidade e a sua transformação numa residência privada. Um fogo destruiu o tal edifício de pedra em 1991, mas foi restaurado em 1996.